# Glaphyrus micans euphraticus
Glaphyrus micans euphraticus es una subespecie de coleóptero de la familia Glaphyridae.

## Distribución geográfica
Habita en Turquía.